# 傈僳族
傈僳族發源於青康藏高原北部，是中国、緬甸、印度、和泰國的一个跨國少数民族，主要分布中心在中國原來的西康省（即現今四川省西部及西藏東部之間的州縣）和古代雲南騰越州的坎底地區、江心坡地區（即現今緬北克欽邦的葡萄縣，為中国傳統線和英國麥克馬洪綫東段之間的未定界领土於1960年歸屬緬甸邦聯而設立的）。

## 分布
傈僳族現今可分為南、北兩群，南、北傈僳語也有些差異。在中國境內約有73萬人口，北群主要聚居於云南省的怒江傈僳族自治州，其它分布在丽江、迪慶藏族自治州、大理白族自治州，和四川省的涼山彝族自治州、盐源、盐边、木里、德昌等县，以及西藏的察隅縣；南群主要為花傈僳，聚居在德宏傣族景頗族自治州的盈江縣、保山市、臨滄市。信仰有传统的萬物有靈信仰和天主教、基督新教等。
缅甸境內约有40万人口，北群傈僳族主要聚居於怒江傈僳族自治州相鄰之克钦邦的葡萄县葡萄鎮、密支那、和八莫；南群傈僳族散居於掸邦各地，以盛產紅寶石的摩谷鎮周遭為主要傈僳村落密集區，撣邦北部分布在瓦城（曼德勒）沿著國道3號道路上的眉苗、昔卜、臘戍一直到果敢特區和戶板、撣南主要分布在東枝以東的紅山（Loilem）、南山（Namzang），以及孟乃（Mongnai）、孟東（Mongton）和 佤邦特區等金三角地帶。信仰以基督教佔绝大部分，特別是居於克欽邦的北群傈僳族。
印度境內约有6千傈僳族人居住於麥克馬洪線以南的中印未定界的範圍內(中國稱藏南察隅縣，印度稱阿鲁纳恰尔邦之昌朗縣（Changlang）。印度官方雜誌<最前線>報導，此地七個傈僳村是1930年建立，是最早定居此地的民族，是由其東鄰，當時也是未定界但已由英國實質佔領的坎底地區和江心坡地區（屬於現今克欽邦葡萄縣境內），甚至是由雲南怒江上游的貢山縣、福貢縣直接遷徙而來。在這條遷徙路線上的傈僳族和日旺族（Rawang），外國英文傳記史料以出埃及記、追尋天堂般的香格里拉來描述，喜好自由和平溫馴的族人意欲建立獨力自主的傈僳之邦－傈僳蘭（Lisu-land）。
泰国境內约有五万五千的傈僳族、主要聚居於泰北夜丰颂府、清莱府、清迈府等。從19世紀末到1930年，南群的傈僳族南下經由金三角有較大量移民潮入境泰國。泰國外國觀光客眾多，傈僳族的民宿、手工藝品、編織比同為泰北山地民族的哈尼族（阿卡族）、拉祜族要知名且受歡迎，和歐美日各國通婚者也較多。信仰為基督教和傳統的萬物有靈信仰，部份有信佛教者。遷徙到寮國、越南境內的傈僳村則稀少且信息與外界隔離，在佔大部分的苗族和傜族村寨中，不易區分。
因缅甸軍隊和其他（民族）武裝集團的迫害，逃到泰国或马来西亚、印度等地淪為难民的傈僳族人數不明，目前約有數千人，其中已经由联合国难民高专署面試核實後，取得聯合國難民證，且已被轉介安置到欧洲各国、美国各州、澳洲、纽西兰等约有五百人，正在急速增加中。

## 在中国大陸的分布

### 聚居地
- 怒江傈僳族自治州（云南省）
- 维西傈僳族自治县（云南省迪庆州）

- 木城彝族傈僳族乡（云南省保山市龙陵县）
- 黎明傈僳族乡（云南省丽江市玉龙县）
- 六德傈僳族彝族乡（云南省丽江市永胜县）
- 东山傈僳族彝族乡（云南省丽江市永胜县）
- 东风傈僳族乡（云南省丽江市永胜县）
- 光华傈僳族彝族乡（云南省丽江市永胜县）
- 松坪傈僳族乡（云南省丽江市永胜县）
- 新庄傈僳族傣族乡（云南省丽江市华坪县）
- 通达傈僳族乡（云南省丽江市华坪县）
- 永兴傈僳族乡（云南省丽江市华坪县）
- 船房傈僳族傣族乡（云南省丽江市华坪县）
- 翠玉傈僳族普米族乡（云南省丽江市宁蒗县）
- 军赛佤族拉祜族傈僳族德昂族乡（云南省临沧市镇康县）
- 湾碧傣族傈僳族乡（云南省楚雄州大姚县）
- 钟英傈僳族彝族乡（云南省大理州宾川县）
- 苗尾傈僳族乡（云南省大理州云龙县）
- 苏典傈僳族乡（云南省德宏州盈江县）
- 拖顶傈僳族乡（云南省迪庆州德钦县）
- 霞若傈僳族乡（云南省迪庆州德钦县）
- 新山傈僳族乡（四川省攀枝花市米易县）
- 箐河傈僳族乡（四川省攀枝花市盐边县）
- 南山傈傈族乡（四川省凉山州德昌县）
- 金沙傈傈族乡（四川省凉山州德昌县）

### 傈僳族人口分布
| 位次 | 地区       | 总人口        | 傈僳族  | 占傈僳族 人口比例（%） | 占地区 少数民族 人口比例（%） |
|      | 合计       | 1,245,110,826 | 635,101 | 100                    | 0.60292                       |
|      | 31省份合计 | 1,242,612,226 | 634,912 | 99.97                  | 0.60338                       |
| G1   | 西南地区   | 193,085,172   | 628,798 | 99.01                  | 1.74449                       |
| G2   | 华东地区   | 358,849,244   | 3,386   | 0.53                   | 0.13548                       |
| G3   | 华北地区   | 145,896,933   | 1,659   | 0.26                   | 0.01903                       |
| G4   | 中南地区   | 350,658,477   | 645     | 0.10                   | 0.00218                       |
| G5   | 西北地区   | 89,258,221    | 224     | 0.04                   | 0.00128                       |
| G6   | 东北地区   | 104,864,179   | 200     | 0.03                   | 0.00183                       |
| 1    | 云南       | 42,360,089    | 609,768 | 96.01                  | 4.30663                       |
| 2    | 四川       | 82,348,296    | 18,674  | 2.94                   | 0.45341                       |
| 3    | 山东       | 89,971,789    | 1,919   | 0.30                   | 0.30328                       |
| 4    | 河北       | 66,684,419    | 1,355   | 0.21                   | 0.04668                       |
| 5    | 江苏       | 73,043,577    | 842     | 0.13                   | 0.32397                       |
| 6    | 浙江       | 45,930,651    | 454     | 0.07                   | 0.11482                       |
| 7    | 重庆       | 30,512,763    | 219     | 0.03                   | 0.01110                       |
| 8    | 河南       | 91,236,854    | 212     | 0.03                   | 0.01854                       |
| 9    | 广东       | 85,225,007    | 162     | 0.03                   | 0.01276                       |
| 9    | 辽宁       | 41,824,412    | 152     | 0.02                   | 0.00226                       |
| 11   | 内蒙       | 23,323,347    | 145     | 0.02                   | 0.00298                       |
| 12   | 湖南       | 63,274,173    | 145     | 0.02                   | 0.00226                       |
| 13   | 贵州       | 35,247,695    | 120     | 0.02                   | 0.00090                       |
| 14   | 甘肃       | 25,124,282    | 115     | 0.02                   | 0.00523                       |
| 15   | 安徽       | 58,999,948    | 102     | 0.02                   | 0.02564                       |
| 16   | 山西       | 32,471,242    | 101     | 0.02                   | 0.09791                       |
| 17   | 广西       | 43,854,538    | 59      | 0.01                   | 0.00035                       |
| 18   | 青海       | 4,822,963     | 58      | 0.01                   | 0.00262                       |
| 19   | 湖北       | 59,508,870    | 50      | 0.01                   | 0.00193                       |
| 20   | 北京       | 13,569,194    | 48      | 0.01                   | 0.00820                       |
| 21   | 新疆       | 18,459,511    | 34      | 0.005                  | 0.00031                       |
| 22   | 吉林       | 26,802,191    | 30      | 0.00                   | 0.00122                       |
| 23   | 上海       | 16,407,734    | 27      | 0.00                   | 0.02599                       |
| 24   | 福建       | 34,097,947    | 21      | 0.00                   | 0.00360                       |
| 24   | 江西       | 40,397,598    | 21      | 0.00                   | 0.01670                       |
| 26   | 黑龙江     | 36,237,576    | 18      | 0.00                   | 0.00102                       |
| 27   | 海南       | 7,559,035     | 17      | 0.00                   | 0.00129                       |
| 27   | 西藏       | 2,616,329     | 17      | 0.00                   | 0.00069                       |
| 29   | 陕西       | 35,365,072    | 16      | 0.00                   | 0.00907                       |
| 30   | 天津       | 9,848,731     | 10      | 0.00                   | 0.00375                       |
| 31   | 宁夏       | 5,486,393     | 1       | 0.00                   | 0.00005                       |
|      | 现役军人   | 2,498,600     | 189     | 0.03                   | 0.16920                       |

## 歷史
傈僳族是從唐代“乌蛮”部落集團中分化出來的，與彝族、纳西族在族源上关系密切，其先民居住在今西昌、冕寧、鹽邊一帶。傈僳族的族稱最早見于唐人樊绰的《蛮书》記載的“栗粟兩姓蠻”。8世纪时，傈僳族先民受“勿邓”、“两林”和“豐巴”三大烏蠻部落统治。12世纪以后，傈僳族先后受元丽江路军民总管府、明丽江土知府木氏的统治。16世纪中叶，由于战争以及反对木土司的压迫，大批傈僳族人在头人括木必的率领下，渡过澜沧江，翻越碧罗雪山，进入怒江地区。此后，又有傈僳族陆续向西和向南遷移，形成今日的分布格局。

## 語言

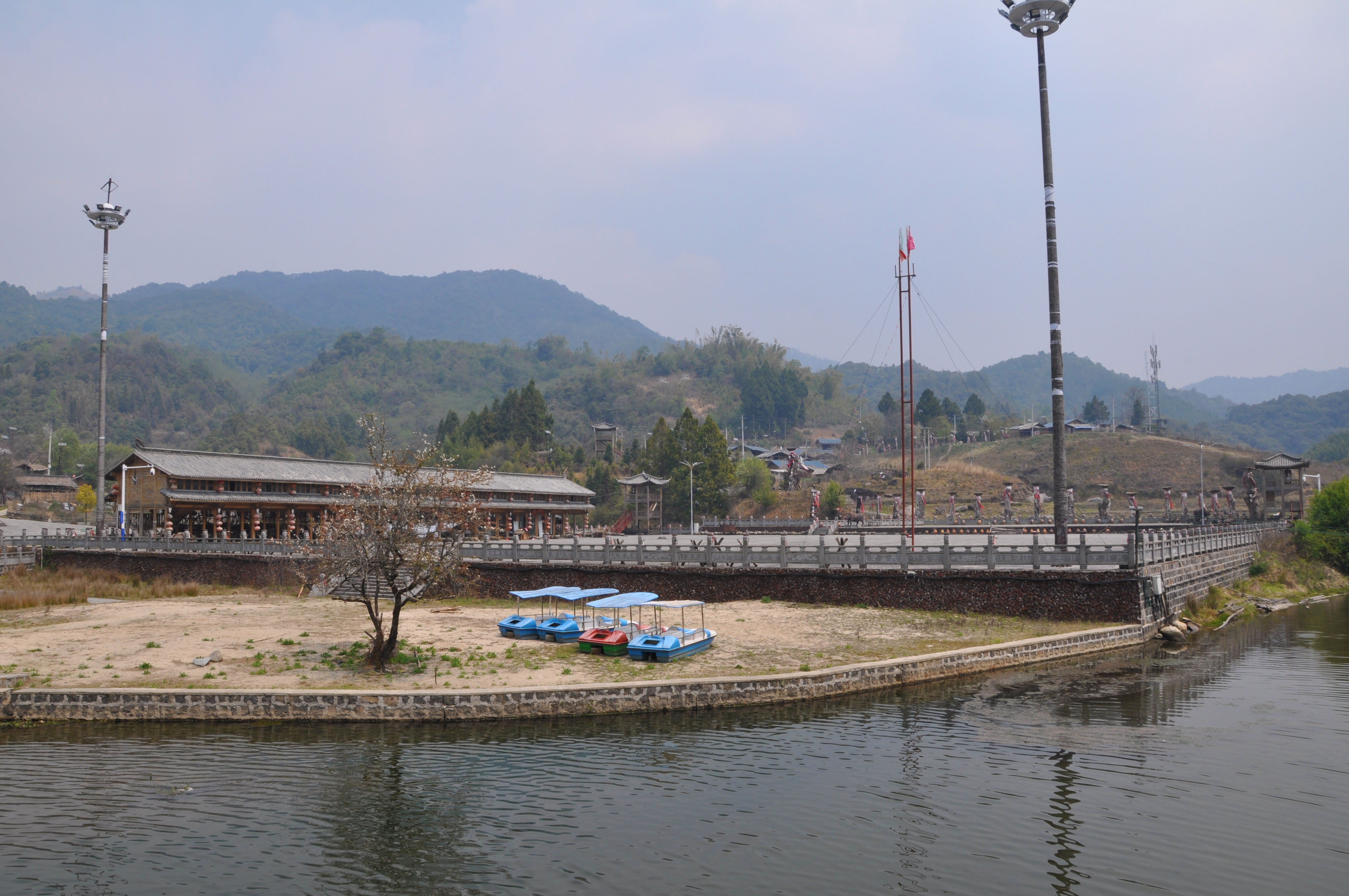
位于中国云南省德宏州盈江县苏典傈僳族乡苏典村民委员会下勐劈村民小组，是一个傈僳族村寨

傈僳族人使用傈僳语，屬于漢藏語系藏緬語族的彝語支。
傈僳族人先后使用过老傈僳文、格匡式拼音文字、竹書和新傈僳文四种文字，均創制於20世紀。目前只有新、老傈僳文仍在使用。
传教士富能仁20世纪初期帮助傈僳族人创造的傈僳文至今仍然广泛使用，尤其在当地教会中广泛使用。

## 宗教
傈僳族人以前为信仰万物有灵，后来在西方人的影响下逐渐皈依基督教。现在基督教为傈僳族的主要宗教。
传教士富能仁20世纪初期帮助傈僳族人创造的傈僳文至今仍然广泛使用。同时帮助傈僳族人创建教会，至今傈僳族宣教士众多，并广泛向周边民族宣教。

## 民族服饰

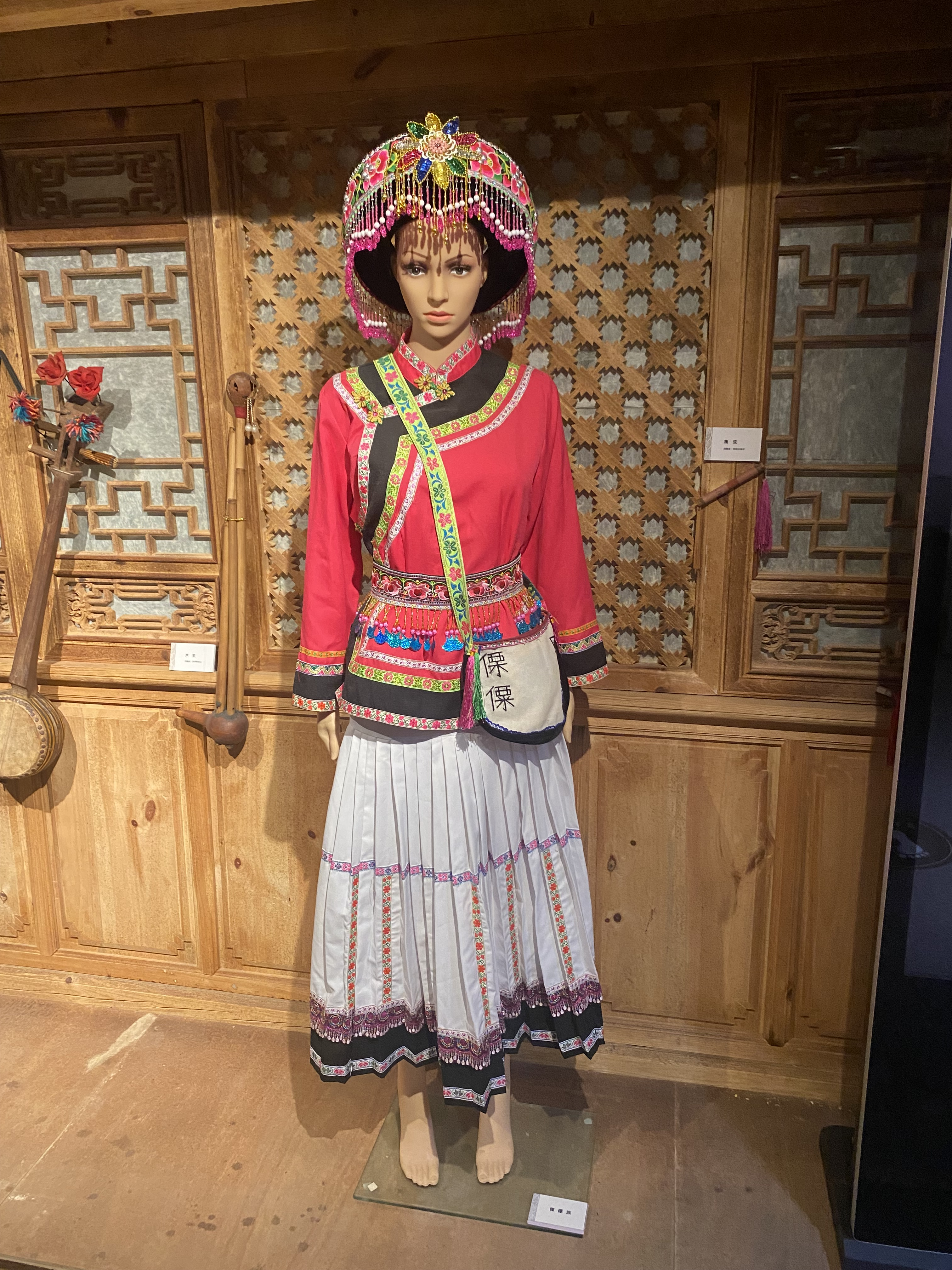
昌宁县博物馆展出的傈僳族女性服饰

傈僳族女子传统上头戴红色和白色料珠的头饰，胸前佩戴彩色料珠的项圈和项链。女子的裙子是用上百片的各色布料缝制而成的，称作“百花裙”。
傈僳族男子着短衫，以青布包头，身上佩戴砍刀、箭袋等狩猎的工具，傈僳族根据服饰颜色差别可分为白傈僳、黑傈僳和花傈僳。

## 节日习俗

### 收获节品新酒
农历九、十月间，当新谷、玉米成熟收获时，傈僳族便赢来了一个传统节日：收获节，也叫尝新节。
节日期间，傈僳族人民最大的活动是家家都酿造新酒，有的人家甚至直接在田地里，边收割边煮酒，常常通宵达旦，尽兴放散。
品尝新酿的酒还不够，男女老少们哈会聚集在村寨草坪上，燃起篝火。老人们围着篝火谈天说地，年轻人们则在火堆旁唱歌跳舞。
傈僳人民崇尚万物有灵，传统节日打斗和宗教祭祀活动有关。他们在收获节酿新酒，是为了祈求风调雨顺，五谷丰登。
不过，他们酿制新酒的原料除了新收割的玉米、高粱外，还喜用稗子，并以稗子酒最为珍贵。稗子是一种类似水稻的杂草，酿制时现将其捣碎，蒸煮后放酒药装坛封存，10天后启封冲饮。稗子酒虽然度数不高，但口感淡而醇，还有解渴提神的功效。

### “阔什节”要感恩
阔什节是另一个规模较大的节日，阔什节相当于汉族的春节，一般在阳历12月20日到22日举行。届时，各地傈僳族同胞同迎新年。节日期间，人们杀鸡宰猪、舂粑粑，采折与全家男人数相同的松树枝插在门口，祈福祛病。有趣的是，他们会把第一块粑粑喂给狗吃。因为傈僳族民间有传说，狗给人间带来了粮种：古时人类浪费粮食，天神大怒，下令将所有粮食收回天庭。这时一只狗奋不顾身，爬上天宫偷来粮种，这才拯救了人间。

### 刀杆节

#### 节日简介
傈僳族传统节日。流行于云南怒江福贡、碧江、泸水一带。每年农历二月初八举行，为期一天。过节时，会场中央竖二三根20米长的粗大木竿，竿上插30多把长刀，刀刃向上，称“刀竿”。爬竿的人多为壮年人，身穿红布衣裳，头缠红包头号，光足。在绕竿歌舞后，跃上刀竿，踩着刀刃向上攀登。至顶时，掏出鞭炮鸣放，观众报以掌声和欢呼，并敬献美酒。节日里，还举行对歌、荡秋千、丢烟包等活动。

#### 节日起源
傈僳族传统节日。亦作“刀杆节”。傈僳语称“阿堂得”，意为“爬刀竿”。流行于今云南省怒江僳傈族自治州碧江、福贡、泸水等地。每年农历二月初八举行。相传此节始于明代。明正统年间，麓川土司勾结外族，入侵云南边疆，妄图分裂祖国。兵部尚书王骥奉命三征鹿川，傈傈族将士上刀山，跳火海，英勇杀敌，赶走了外来入侵的敌人。王骥虽身为汉人，却帮助傈僳族兄弟保卫家乡，并引导他们固定耕作，保护森林，饲养牲畜，让僳僳族青壮年习武，日夜操练。但朝廷内的奸臣却诬陷他企图叛变，皇帝听信谗言，把王尚书召回京城，在二月初八的洗尘宴上用毒药把他害死。为了让后代永远记住他保边爱国的壮举，傈僳族人民每年举行庆祝活动，操练武艺，代代相传，相沿成节。

#### 节日习俗
节日当天，人们身着节日盛装，相继从四面八方赶来聚会。会场中央竖二、三根二十米长的粗大木竿，用三十六或七十二把寒光霍霍的长刀绑在两根长竿上，做成刀梯，谓之“竿”。刀梯成一字形，刀刃向上，有三或六处呈“乂”字形，顶部挂有红旗和鞭炮。爬刀竿者多为壮年人，他们身穿大红袍，头缠红布，赤足。在一片欢呼声中，鞭炮齐鸣，锣鼓阵阵。爬刀竿者先绕竿唱歌跳舞后，将斟满的一杯白酒一饮而尽，随即纵身跃上刀竿，赤足踩着利刃，双手捏紧上层的刀面，运气支撑脚掌，一级级地往梯顶上爬，一直爬到插有红旗的刀竿顶上，掏出鞭炮燃放。观众报以热烈的掌声和欢呼声。纷纷上前敬献美酒。节日期间，青年男女们还聚在一起，进行对歌、荡秋千、丢烟包（烟盒）等活动，欢歌跳舞，热闹异常。

### 春浴节
傈僳族每年12月20日會有「澡塘会」活動，不分男女老少可以共浴溫泉池，下池前必須脫去衣物，包括女性，僅存內褲下池，但禁忌是嚴禁窺視行為。另一項意義，年輕男女在這共浴，只要彼此的歌有對上，這對男女就可結伴終身。